# Институт научной информации
Институ́т нау́чной информа́ции (англ. Institute for Scientific Information, ISI) — бывшая коммерческая организация, занимавшаяся вопросами составлением библиографических баз данных научных публикаций, их индексированием и определением индекса цитируемости, импакт-фактора и других статистических показателей научных работ. 

## История

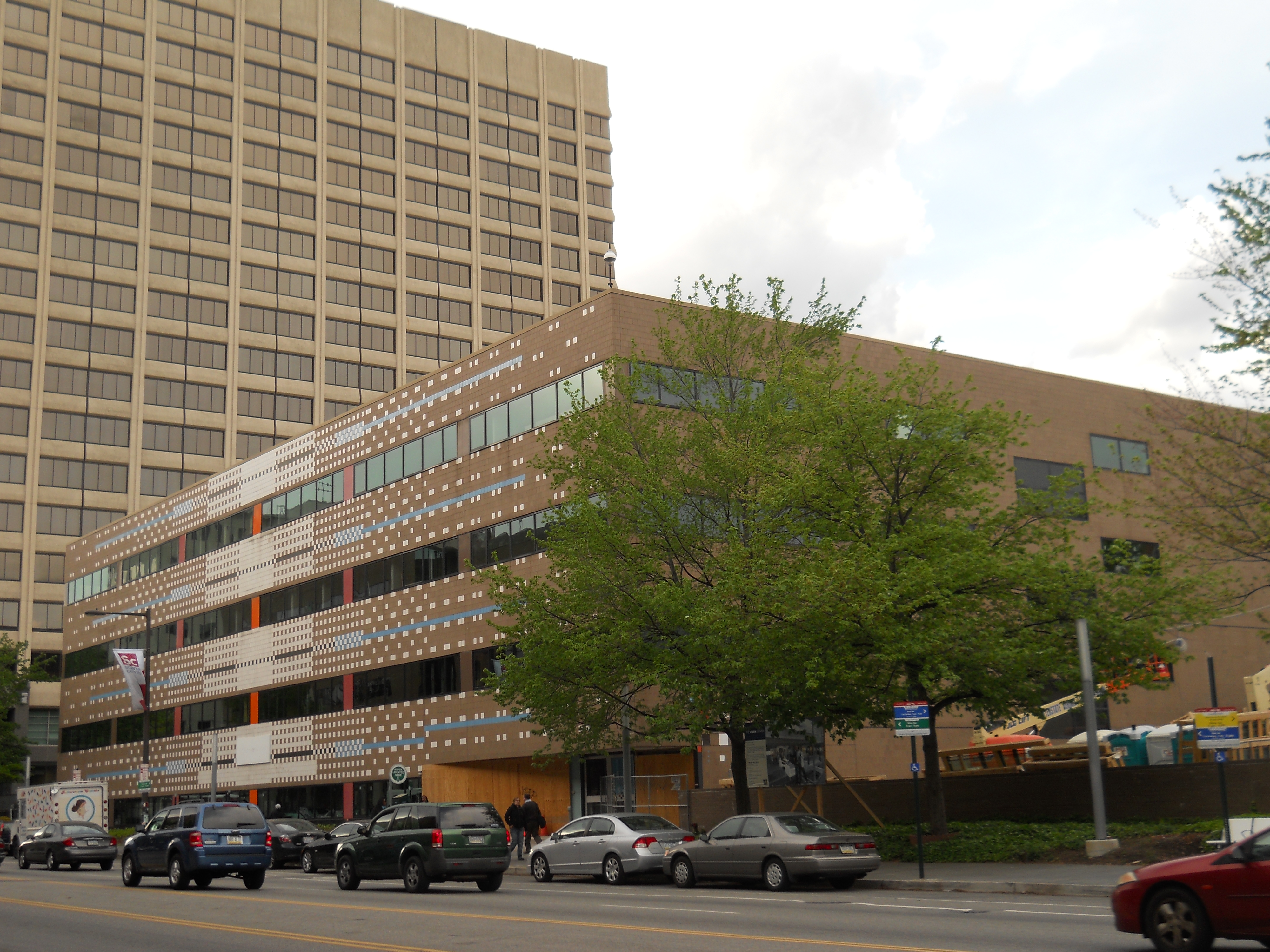
Бывшее здание ISI (Филадельфия)

Образована в 1960 году Юджином Гарфилдом на основе созданной ранее компании Eugene Garfield Associates Inc.. В 1992 году была поглощена Thomson Scientific & Healthcare с образованием объединённой компании Thomson ISI (с 2006 года Thomson Reuters). В настоящее время функционирует как подразделение Healthcare & Science business в Thomson Reuters.
Основным продуктом компании с 1961 года является индекс цитирования Science Citation Index (SCI), первоначально охватывавший данные из порядка 600 журналов и увеличивший это количество к 2010 году до 16 521. Помимо этого ежегодно компания публикует отчёт Journal Scitation Report, в котором приводятся импакт-факторы всех журналов, индексируемых институтом. Также ежегодно публикуется список наиболее цитируемых учёных (ныне это Highly Cited Researchers), на основе которого, в частности, составляется Академический рейтинг университетов мира.